# Mix Your Style
Mix Your Style – trzeci studyjny album zespołu Dynamind wydany 7 kwietnia 1997 przez Metal Mind Productions (z oznaczeniem 0041).

## Utwory
1. „Into My Horror” (intro, instrumentalny)
2. „Super Hero”
3. „My Style”
4. „Latino”
5. „Whatta Movie”
6. „Chcemy Być”
7. „Let's Get High”
8. „Feel Like A...”
9. „She’s Dancing”
10. „Sayin”
11. „Out Of My Horror” (instrumentalny)

## Twórcy
Skład zespołu
- Maciej „Maciek K.” / „HQ Koval” Kowalski – gitara akustyczna, gitara elektryczna, śpiew, programowanie, syntezatory, realizacja nagrań, produkcja muzyczna[3]
- Piotr „Blackie” Jakubowicz – gitara basowa, fortepian, programowanie, sampling, realizacja nagrań, produkcja muzyczna, grafika[3]
- Rafał „Wujek” Wójcik – perkusja[3]
- Rafał „Hau” Mirocha – śpiew[3]

Inni zaangażowani
- Grzegorz „Bolec” Borek – słowa i śpiew w utworze „Chcemy być”[3]
- Grzegorz „Guzik” Guziński – śpiew w utworach „Super Hero” i „Latino”[3]
- „Micah” – śpiew w utworze „She’s Dancing”[3]
- „Blackie” – produkcja muzyczna[3]
- „Kali” – road warrior[3]
- Tomasz Rogula – reżyser dźwięku[3]
- Tomasz Dziubiński – kierownik produkcji[3]
- Grzegorz Piwkowski – mastering[3]

## Opis
- W odróżnieniu do pierwszych dwóch albumów zespołu, pod względem muzycznym spójnie reprezentujących nurt rapcore (styl gitarowy z elementami hip-hopu), trzecia płyta stanowiła świadome odejście od tego gatunku, odwrócenie akcentów („hip-hip z elementami mocnego grania”) oraz poszerzenie o sztuczne tworzenie muzyki w formie elektronicznej, samplowanie[4]. Na albumie znalazły się głównie styl hip-hop, a ponadto utwory w których zaprezentowano rytmy latynoskie oraz gitarowe riffy znane z dotychczasowej twórczości[5]. Głównymi twórcami albumu byli Maciej „Maciek K.” / „HQ Koval” Kowalski i Piotr „Blackie” Jakubowicz, którzy w duecie zostali przedstawieni na okładce płyty[4].
- Płyta była alternatywnie przedstawiana jako Dyna III[3]. Album promował singiel pod tytułem „III”[6] oraz teledysk do utworu „Latino”. Na ścieżce dźwiękowej do filmu Poniedziałek (1998) w reżyserii Witolda Adamka pojawiły się utwory pochodzące z płyty: „Latino”, „She’s Dancing” oraz „Super Hero”[7].
- Wszystkie utwory na albumie z tekstem posiadają liryki w języku angielskim, prócz piosenki pt. „Chcemy Być”, która posiada słowa w języku polskim.
- Na płycie wykorzystano sample z ulubionych filmów członków Dynamind. Jednym z filmów jest Up In Smoke (Paramount Pictures, 1978) w reżyserii Lou Adlera, w którym wystąpił aktor Cheech Marin[4][3][8]. Ponadto wykorzystano sample z serialu animowanego pt. Two Stupid Dogs[4]. Na albumie pojawiły się również inne sample, m.in. wykorzystano głos muzyka zespołu Gipsy Kings.